# ミカド珈琲商会
株式会社ミカド珈琲商会（ミカドコーヒーしょうかい）は、東京都港区に本社を置くコーヒー会社。長野県軽井沢町ほかでは喫茶店も運営する。

## 沿革
1948年（昭和23年）、金坂景助が日本橋室町（現在の日本橋本店所在地）にてコーヒーおよび喫茶材料の小売業を創業。1952年、旧軽井沢銀座に喫茶店を開設。現在の軽井沢旧道店とは60mほど離れた別の位置で、当時は夏季のみの営業であった。1963年にはコーヒーゼリー・チーズケーキ・チーズトースト、1969年にはモカソフトの販売を開始。1973年からは、ゴールデンウィークの営業を開始した。1981年に軽井沢旧道店を現在地に移転、1995年からは通年営業とした。これには、水道関係の休業準備の労力や、休業期間明けの修繕費用の軽減の意味もあった。1997年には日本橋本店を建て替え。1999年に渋谷店・横浜元町店、2000年に軽井沢プリンスショッピングプラザ店、2002年には鎌倉店を開設した。

## 特色ある商品
モカソフト
コーヒー風味のソフトクリーム。テイクアウトではコーン、イートインでは干しプラムを添えたグラスカップで提供されるほか、コーヒーフロートにも使われる。1960年、当時の兜町店で原形ができ、1969年に軽井沢旧道店で販売を開始した。軽井沢の旅行ガイドブックなどに取り上げられ、1988年頃には軽井沢旧道店において1日約3,000個を販売する人気商品となった。夏季には、1階の客席を撤去して行列を収容している。
コーヒーゼリー
1階の客席を撤去してコーヒーを飲むだけでなく「食べる」ことが出来ないか、との創業者金坂景助の発案により日本で初めて開発され、1963年に販売開始。
チーズトースト
旧軽銀座にあるベーカリー山屋の厚切り食パンに、バター・生クリームのつなぎとチーズをのせて焼き、パプリカ・レモン・パセリを飾ったトースト。メーカーによる製造中止となる前は、刻んだ赤ピーマンが入ったピメントチーズを使用していた。
コーヒー
明仁上皇が皇太子時代に納品したブレンド豆を原形とした、ブルーマウンテンを配合したコンチネンタルブレンドが主力である。生豆は埼玉県三郷市の自社工場で焙煎している。店内では、金坂の発案による「ホタ」と呼ばれる器具で抽出する。

## 著名人の来店
1976年から1979年にかけて、ジョン・レノンとオノ・ヨーコの夫妻がしばしば軽井沢旧道店を訪れた。夫妻は万平ホテルを定宿としており、オノ・ヨーコの実家の別荘も軽井沢にあったためで、フレンチローストの豆を好んで購入した。細川護熙、戸川昌子、柴田錬三郎もしばしばこの店を訪れた。
明仁上皇の新婚時代には、皇室専用の千ヶ滝プリンスホテルにもブルーマウンテンをベースにしたブレンド豆が納品された。南極の昭和基地にも料理人の希望によりコーヒー豆が納品された。

## 店舗
- 軽井沢旧道店 - 〒389-0102 長野県北佐久郡軽井沢町大字軽井沢786-2（旧軽井沢銀座）
- 軽井沢プリンスショッピングプラザ店 - 〒389-0103 長野県北佐久郡軽井沢町大字軽井沢1178-232（軽井沢・プリンスショッピングプラザ味の街）
- 軽井沢ツルヤ店 - 〒389-0111 長野県北佐久郡軽井沢町大字長倉2707（スーパーツルヤ軽井沢店内）
- 渋谷店 - 〒150-8019 東京都渋谷区道玄坂2-24-1（東急百貨店本店地下1階）
- 日本橋本店  - 〒103-0022 東京都中央区日本橋室町1-6-7（関連会社の有限会社ミカド珈琲店により運営）

（以前は横浜の元町、東京の日本橋兜町・六本木・世田谷・葛西、千葉県の浦安、沖縄三越などにも出店していた。）